# Вокман
Вокман (в верховье Вуогманайоки) — река в России, протекает по Мурманской области. Устье реки находится в 26 км по левому берегу реки Явр. Длина реки составляет 32 км, площадь водосборного бассейна 154 км².

## Данные водного реестра
По данным государственного водного реестра России относится к Баренцево-Беломорскому бассейновому округу, водохозяйственный участок реки — Тулома от истока до Верхнетуломского гидроузла, включая Нот-озеро. Речной бассейн реки — бассейны рек Кольского полуострова, впадает в Баренцево море.
Код объекта в государственном водном реестре — 02010000312101000001738.